# Gaperon
De Gaperon is een Franse kaas van het type halfharde kaas met natuurlijke korst. De kaas wordt in Auvergne gemaakt.
De kaas wordt gemaakt van koemelk, van karnemelk en van (rauwe) melk. Deze bereidingswijze maakt dat de kaas een erg laag vetgehalte heeft. In de wrongel wordt knoflook en gemalen peper gemengd, wat een speciale licht-pikante smaak aan de kaas geeft. Oorspronkelijk werden de kazen naast de schoorsteen bewaard, wat nog voor een licht gerookte smaak zorgde. De kazen rijpen 1 à 2 maanden.
De kaas heeft een halfronde vorm: een bol met een platte bodem en is gewikkeld in raffia. De kaas heeft een sterk afwijkende smaak, en heeft om die reden een eigen publiek.